# Gaston Dupray
Gaston Dupray född Gaston Joseph Dopère 8 juni 1886 i Schaerbeek Belgien död 12 december 1976 i Ixelles Belgien, belgisk skådespelare. 

## Filmografi (urval)
- 1931 – Falska miljonären
- 1932 – Service de nuit
- 1936 – Jag är en falskspelare
- 1947 – Monsieur Alibit